# SpaceLiner
SpaceLiner — концепция суборбитального гиперзвукового пассажирского космоплана, разрабатываемая с 2005 года в Германском центре авиации и космонавтики (нем. Deutsches Zentrum für Luft- und Raumfahrt DLR)

## Концепция
Космоплан нетрадиционного для пассажирских средств вертикального взлета представляет собой двухступенчатую авиационно-космическую систему, состоящую из беспилотной (автоматической) стартовой ступени-ускорителя и пассажирской суборбитальной ступени, рассчитанной на 50 пассажиров. Всего силовая установка включает в себя одиннадцать жидкостных ракетных двигателей (9 из них установлены на стартовой ступени, 2 — на суборбитальной ступени), работающих на криогенном топливе — жидком кислороде (LOX) и жидком водороде (LH2). После выключения ракетных двигателей суборбитальная ступень способна в планирующем полёте за кратчайшее время покрывать большие межконтинентальные расстояния. В зависимости от маршрута при этом могут достигаться высоты полета до 80 км и скорости, соответствующие числу Маха свыше 20. Продолжительность полета на маршруте Австралия-Европа составит 90 Минут, а на маршруте Европа-Калифорния — не более 60 Минут. Перегрузки, действующие в полете на пассажиров не превосходят 2.5 g и остаются ниже уровня нагрузок, действующих на астронавтов космического челнока Space-Shuttle. Более того, согласно проектной концепции пассажирская кабина выполняется в виде отдельной спасательной капсулы, которая в случае необходимости отделяется от суборбитальной ступени и обеспечивает пассажирам безопасное возвращение на Землю.
По данным Германского центра авиации и космонавтики ввод системы в эксплуатацию возможен между 2040 и 2050 годами. Главным аспектом концепции является полная многоразовость использования системы в сочетании с серийным производством, сравнимым по масштабу с авиационным. Благодаря этим факторам ожидается существенное повышение экономической эффективности системы по сравнению с существующими воздушно-космическими системами. Основной проблемой остаётся повышение безопасности и надёжности ключевых компонентов системы, напр., ракетных двигателей, в такой степени, которая позволит их ежедневное использование для перевозки пассажиров.
В настоящее время разработка концепции SpaceLiner финансируется как собственными средствами Германского центра авиации и космонавтики (нем. Deutsches Zentrum für Luft- und Raumfahrt — DLR), так и в рамках таких спонсируемых Европейским Союзом проектов, как FAST20XX и CHATT. В проекте SpaceLiner участвуют, наряду с DLR, и другие партнеры из европейского авиационно-космического сектора.
Проект SpaceLiner имеет предысторию в виде проекта конца XX века нереализованной немецкой орбитальной двухступенчатой горизонтально-стартующей многоразовой авиационно-космической системы Зенгер-2, которому предшествовал также неосуществлённый военный проект частично-орбитального авиационно-космического бомбардировщика Silbervogel в нацистской Германии. В случае реализации SpaceLiner станет первым в мире регулярным суборбитальным гиперзвуковым пассажирским авиалайнером.

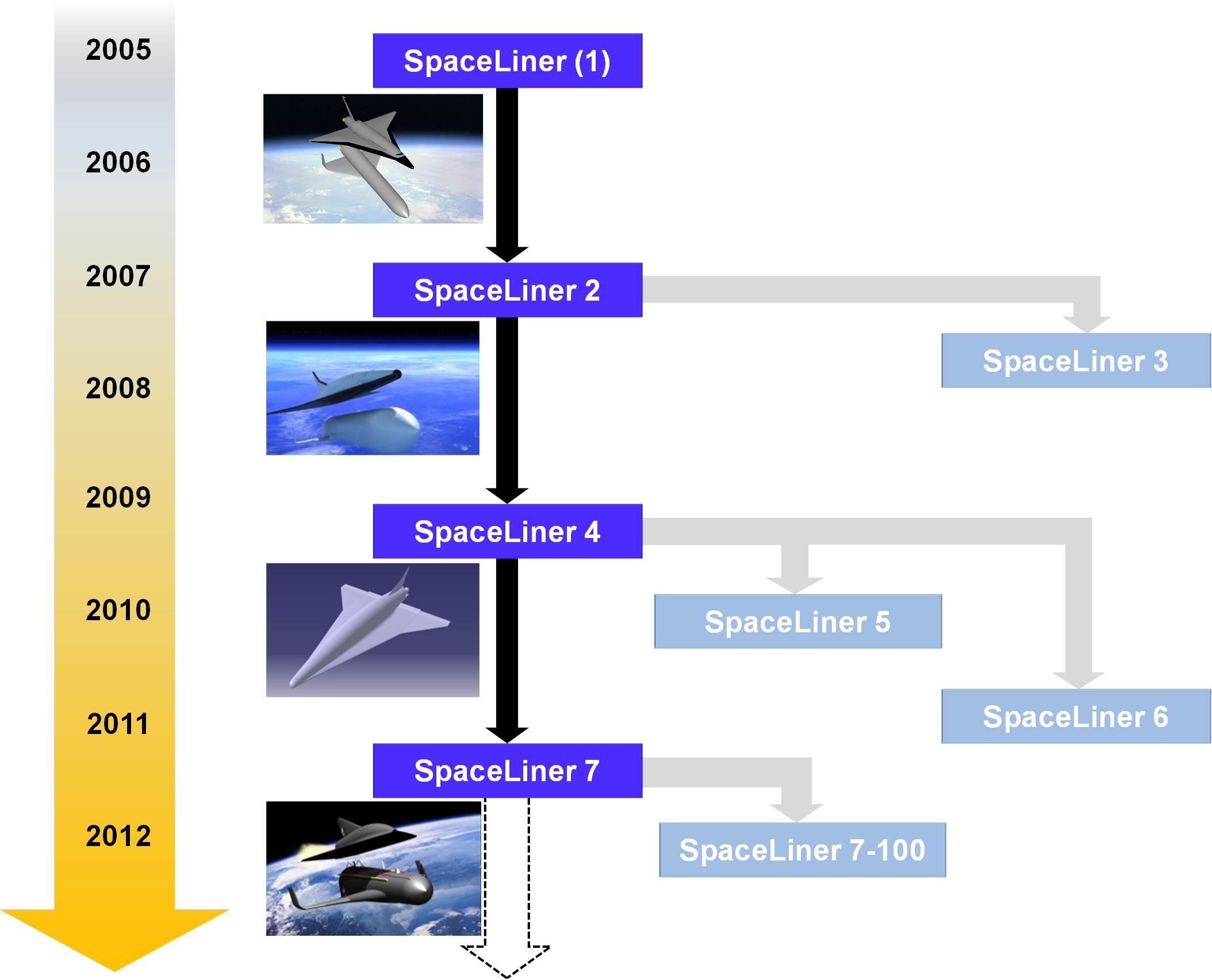
Эволюция развития концепции SpaceLiner

## История
В настоящее время SpaceLiner находится в стадии предварительного проектирования (эскизного проекта). Работа над эскизным проектом продвигается на основе уже выполненных исследований по мере все более детальной разработки и интеграции подсистем. Параллельно с этим изучаются дополнительные варианты, удовлетворяющие новым требованиям и спецификациям, а результаты исследований этих вариантов также могут быть использованы в процессе общей разработки.
SpaceLiner 2 — это первый вариант, в котором была предусмотрена интеграция активной системы охлаждения элементов конструкции, подвергаемых особенно высоким тепловым нагрузкам при входе в плотные слои атмосферы.
Модификация SpaceLiner 4 — это дальнейшее развития варианта SpaceLiner 2 с улучшенными аэродинамическими характеристиками и характеристиками устойчивости и управляемости. На основе этой конфигурации в рамках финансируемого ЕС исследовательского проекта FAST20XX были более детально — как экспериментально, так и с помощью математического моделирования -исследованы различные технологии, необходимые для космоплана SpaceLiner.
SpaceLiner 7 — это актуальная на сегодняшний день конфигурация, которая в настоящее время исследуется в DLR. В процессе математической оптимизации для улучшения аэродинамических, термических и структурно-механических качеств на режиме гиперзвукового полета треугольное крыло с изломом передней кромки было заменено треугольным крылом без излома. К настоящему моменту выполнена предварительная разработка и интеграция таких важнейших подсистем космоплана, как пассажирская кабина, криогенные баки, система подачи топлива и система теплозащиты.

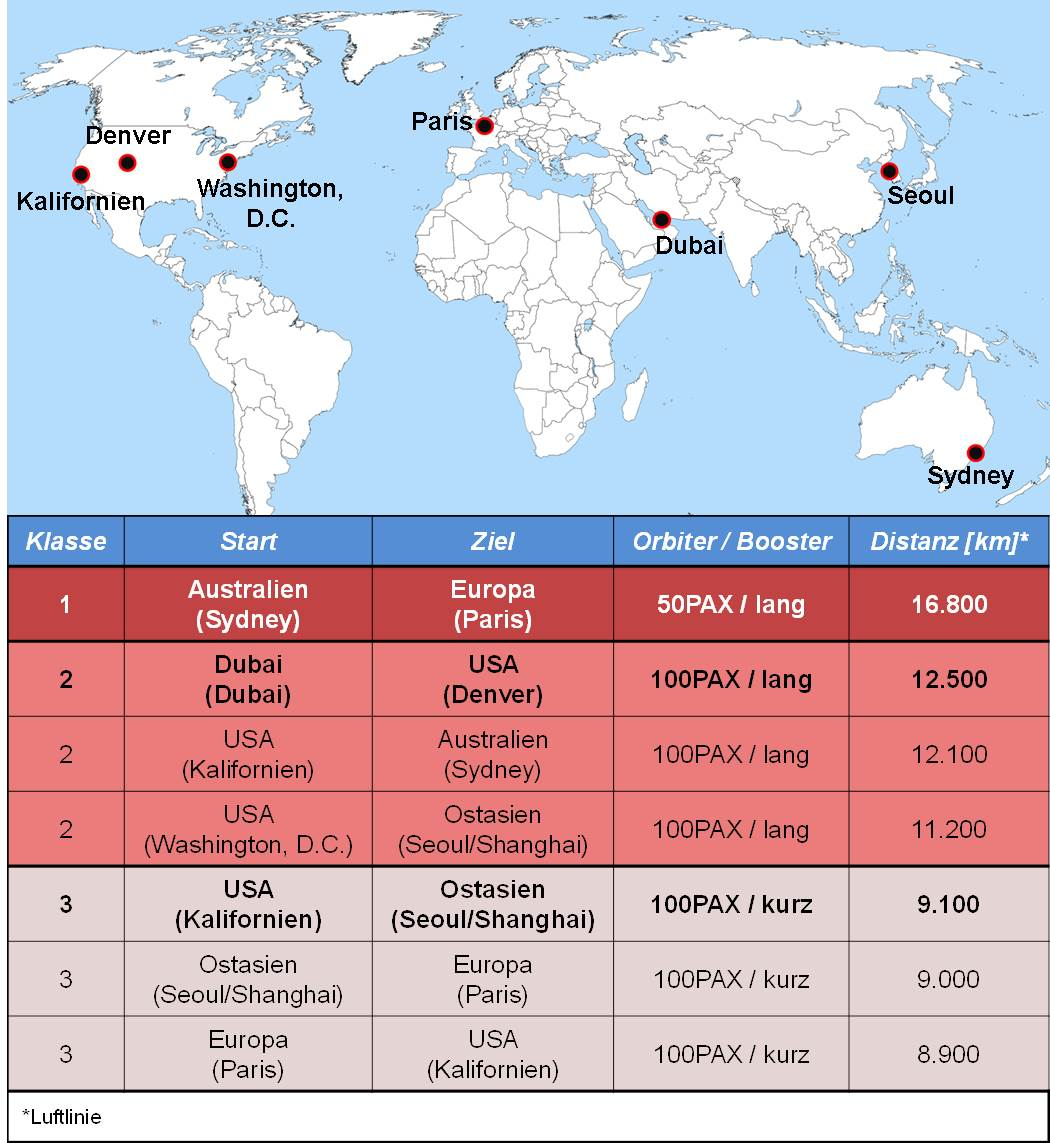
Классификация возможных коммерческих маршрутов для космоплана Spaceliner

В настоящее время дополнительно рассматривается модификация космоплана SpaceLiner, рассчитанная на 100 пассажиров для использования на коротких дистанциях. Возможные коммерческие маршруты классифицируются в соответствии с покрываемым расстоянием, при этом класс 1 соответствует наибольшей, а класс 3 — наименьшей дальности полёта. Для выполнения перелёта в зависимости от потребной дальности используется удлиненная или укороченная модификация разгонной ступени, которая может комбинироваться как с 50-местной, так и со 100-местной модификацией суборбитальной пассажирской ступени.

## Технические характеристики

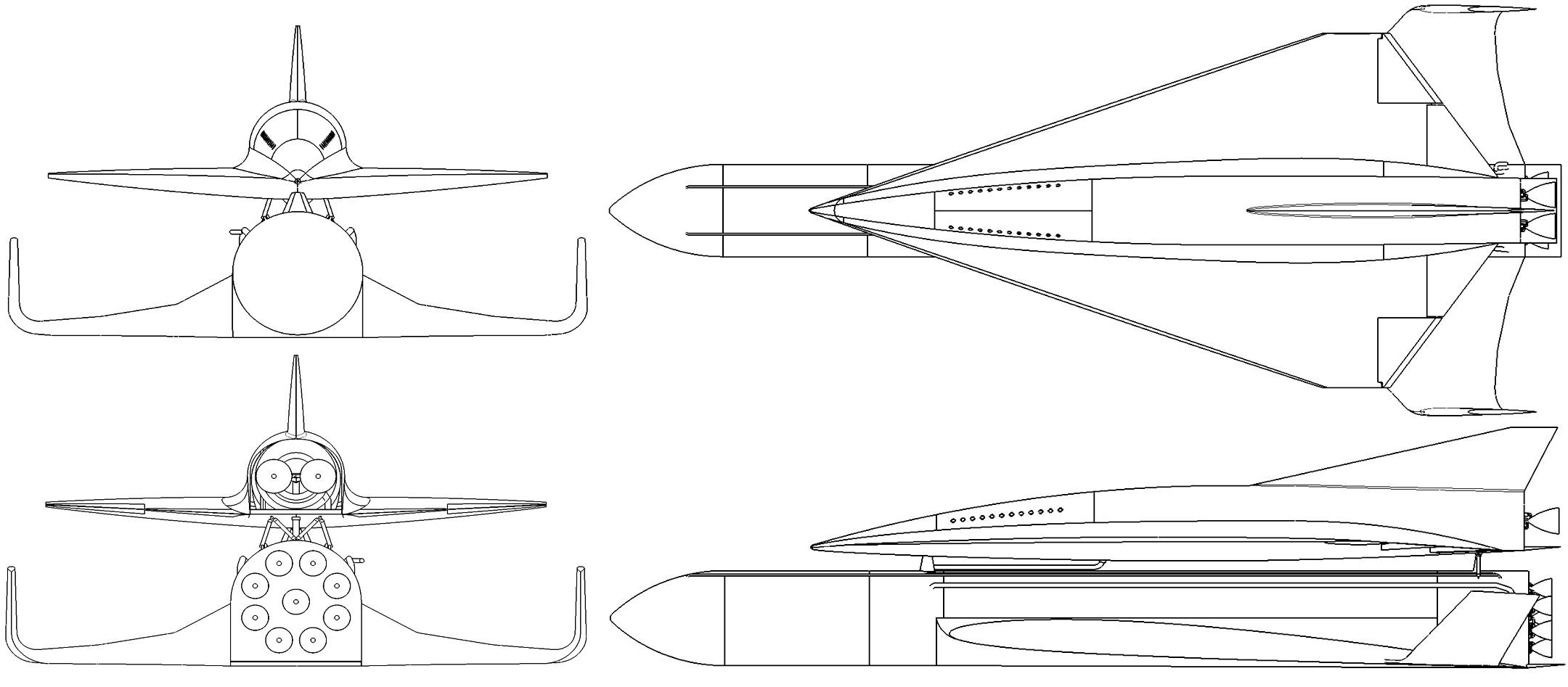
Чертёж SpaceLiner7

| Характеристика                        | Суборбитальная пассажирская ступень (50 пассажиров) | Разгонная ступень (удлинённая модификация) | Суммарно (маршрут Австралия — Европа) |
| ------------------------------------- | --------------------------------------------------- | ------------------------------------------ | ------------------------------------- |
| Длина:                                | 65,0 м                                              | 83,5 м                                     | 83,5 м                                |
| Размах крыла:                         | 33,0 м                                              | 37,5 м                                     | 37,5 м                                |
| Высота:                               | 12,0 м                                              | 8,6 м                                      | 21,5 м                                |
| Длина пассажирской кабины:            | 15,3 м                                              | —                                          |                                       |
| Максимальный диаметр фюзеляжа:        | 6,8 м                                               | 8,6 м                                      |                                       |
| Сухая масса:                          | 145 т                                               | 170 т                                      | 315 т                                 |
| Взлётная масса:                       | 380 т                                               | 1460 т                                     | 1840 т                                |
| Масса топлива:                        | 215 т                                               | 1285 т                                     | 1500 т                                |
| Масса в момент выключения двигателей: | 160 т                                               | 180 т                                      |                                       |
| Макс. высота полёта:                  | около 80 км                                         | около 75 км                                |                                       |
| Макс. скорость полёта:                | 7 км/с (25 200 км/ч)                                | 3,7 км/с (13 300 км/ч)                     |                                       |
| Макс. число Маха:                     | 24                                                  | 14                                         |                                       |
| Макс. дальность полёта:               | около 18 000 км                                     | около 18 000 км                            | около 18 000 км                       |
| Количество двигателей:                | 2                                                   | 9                                          | 11                                    |

## Двигатели
В концепции космоплана SpaceLiner применяется единый тип жидкостного ракетного двигателя многоразового использования: двигатель с полностью замкнутым циклом, при котором всё топливо, включая топливо, используемое в приводе турбонасосного агрегата, проходит через камеру сгорания. Степень расширения сопла выбирается в соответствии с различными режимами полёта разгонной ступени и суборбитальной ступени. В качестве компонентов топлива предусмотрено использование высокоэнергетической и экологически чистой комбинации жидкого водорода с жидким кислородом.
| Характеристика                     | Суборбитальная пассажирская ступень | Разгонная ступень |
| ---------------------------------- | ----------------------------------- | ----------------- |
| Соотношение компонентов:           | 6,0                                 | 6,0               |
| Давление в камере сгорания:        | 16,0 МПа                            | 16,0 МПа          |
| Секундный расход (на двигатель):   | 518 кг/с                            | 518 кг/с          |
| Степень расширения сопла::         | 59,0                                | 33,0              |
| Удельный импульс (вакуум):         | 449 с                               | 437 с             |
| Удельный импульс (на уровне моря): | 363 с                               | 389 с             |
| Тяга двигателя (вакуум):           | 2268 кН                             | 2206 кН           |
| Тяга двигателя (на уровне моря):   | 1830 кН                             | 1961 кН           |